# Bhanaka
Bhāṇaka (Pali: recitador) eran monjes budistas que se especializaban en la memorización y recitación de una colección específica de textos dentro del canon budista. Los linajes de bhāṇakas eran responsables de preservar y transmitir las enseñanzas del Buda hasta que el canon fue escrito en el siglo I a. C. Aunque el rol de los bhāṇakas disminuyó a medida que la transmisión oral del budismo fue complementada por la escritura, continuaron desempeñando un papel significativo en la preservación de la tradición y del código budista.

## Era budista temprana
El consenso académico y la tradición budista afirman que todas las primeras tradiciones budistas conservaron sus textos mediante la transmisión oral. Hay pruebas significativas de esto, como la estructura y las características distintivas de los primeros textos budistas, la falta de regulaciones del Vinaya relacionadas con la escritura y los materiales para escribir, y los términos derivados de las prácticas de escucha y recitación que se usaban para describir las enseñanzas del Buda y las actividades de la primera Sangha.
Se cree que el sistema bhāṇaka puede haberse originado en India. Sin embargo, la mayoría de la evidencia literaria y de inscripciones relacionadas con los bhāṇakas proviene de Sri Lanka. Es posible que los monjes de varias Escuelas budistas tempranas utilizaran técnicas similares para preservar y transmitir los contenidos de los Agamas. Sin embargo, fuera de la tradición Theravada, hay poca información disponible sobre el período preliterario de estas tradiciones. La evidencia más antigua de la asociación de los monjes conocidos como bhāṇaka con el conocimiento y la recitación de partes específicas del canon budista data del siglo II o III a. C. 
Todas las escuelas de budismo coinciden en que poco después de la muerte de Buda, se celebró un consejo de sus discípulos mayores para aclarar y registrar sus enseñanzas. En esta reunión (conocida como el Primer Concilio Budista), Upali fue interrogado sobre el contenido del Vinaya y Ananda fue igualmente interrogado sobre el Dhamma. Una vez que el consejo estuvo de acuerdo sobre el contenido de las enseñanzas, reconocieron su aceptación de los sutras recitándolos juntos.
Los concilios mayores y menores posteriores se representan siguiendo el mismo procedimiento básico para comparar, corregir y fijar el contenido del canon, con especialistas en cada área de la colección llamados a recitar el texto completo para su confirmación por parte de la Sangha reunida.

## Tradición theravada
Buddhaghosa informó que según la tradición oral del Mahavihara, cada uno de los cuatro Nikayas fue confiado individualmente a uno de los discípulos más cercanos del Buda en la Sangha temprana y a sus estudiantes para su preservación.A Ananda se le dio la responsabilidad sobre el Digha Nikaya, a Sariputta el del Majjhima Nikaya, a Mahakassapa el del Samyutta Nikaya y Anuruddha el del Anguttara Nikaya.
Algunos académicos dudan de que los suttas y las cuatro Nikayas se establecieran en su forma definitiva en una época tan remota, y K. R. Norman sugiere que esta historia puede ser un reflejo de prácticas posteriores. Algunos textos del Abhidhamma Pitaka y del Khuddaka Nikaya claramente se originaron después del Primer Concilio, pero los monjes theravadins han considerado que partes del Abhidhamma están incluidas en esta etapa como parte de los dhamma/suttas. Los textos que se sabe tienen orígenes relativamente tardíos (después del Tercer Concilio) se incluyen en los relatos Theravada del Primer Concilio. Los textos que no encajaban en ninguno de los cuatro Nikayas fueron asignados al Khuddaka (que incluía el Abhidhamma en algunas tradiciones).
En los comentarios Theravada, se encuentran referencias a bhāṇakas que se especializaban en cada uno de los cuatro Nikayas, así como a Jataka-bhāṇakas, a Dhammapada-bhāṇakas y Khuddaka-bhāṇakas. Cada grupo de bhāṇakas era responsable de recitar y enseñar sus textos, y parecen haber ejercido un juicio independiente sobre cómo se organizaban sus textos y las versiones de historias y doctrinas que preservaban. Las lecturas variantes entre las versiones del contenido preservado tanto en el Digha Nikaya como en el Majjhima Nikaya, por ejemplo, pueden atribuirse a la preservación de diferentes versiones por parte de diferentes escuelas de bhāṇakas. Es posible que diferentes escuelas de bhāṇakas hayan "cerrado" su canon en diferentes momentos y diferían en algunos casos en qué textos del Khuddaka Nikaya y Abhidharma Pitaka aceptaron como canónicos.
Las inscripciones en los Estupas de la India que datan del siglo II a. C. mencionan a bhāṇakas que se especializaban en enseñar los sutras o conocían los cuatro Nikayas/Agamas, pero no los representan como especializados en un solo Nikaya. Por el contrario, las inscripciones rupestres de Sri Lanka que datan del siglo III a. C. al siglo I d. C. hacen referencias específicas a monjes que se especializaron en Samyutta Nikaya, Majjhima Nikaya o Anguttara Nikaya. Los roles como bhāṇaka de un Nikaya en particular se transmitían de maestro a alumno.
K.R. Norman sugiere que la práctica Theravada de organizar bhāṇakas por Nikaya puede no haberse originado hasta después del Segundo Concilio Budista. El Dipavamsa menciona una organización "nueve veces" de los primeros textos que se dividieron en capítulos individuales en el Primer Concilio, lo que puede reflejar un método de organización anterior.
Las referencias a abhidhammikas (especialistas en el Abhidhamma), pero no a Abhidhamma-bhāṇakas en el Milindapanha, pueden sugerir que el sistema bhāṇaka se originó antes de que los Theravadins 'cerraran' el Abhidhamma Pitaka (fechado por ellos en la era de Ashoka en el Tercer Concilio Budista) pero, dado que el Abhidhamma pudo haber sido recitado por alguna variedad de sutta-bhāṇaka, también podría indicar que ser especialista en una rama de textos era distinto de ser responsable de su recitación.

## Declive
No se ha establecido una fecha fija para el fin de la tradición bhāṇaka, pero los académicos generalmente creen que la tradición entró en declive a medida que el canon budista comenzó a preservarse cada vez más a través de textos escritos. Buddhaghosa escribió sobre los bhāṇakas como si fueran contemporáneos suyos aproximadamente en el siglo V d. C., pero puede haber estado reflejando la perspectiva de los comentarios cingaleses anteriores; sus comentarios no establecen de manera definitiva que la práctica bhāṇaka persistiera en su propia época.
El Culavamsa se refiere a un bhāṇaka en una fecha tan tardía como en el siglo XIII d. C., pero en esta fecha el término bhāṇaka puede haberse vuelto genérico para un predicador o especialista en recitación, en lugar de un monje que preservaba una parte significativa del canon de memoria.